# 日本証券新聞
日本証券新聞（にほんしょうけんしんぶん、英称：Nihon Securities Journal）は、株式会社日本証券新聞社が発行する新聞である。1944年創刊の日本最古・最長の証券専門紙。略称は「NSJ」（エヌエスジェイ）、または「日証新聞」。

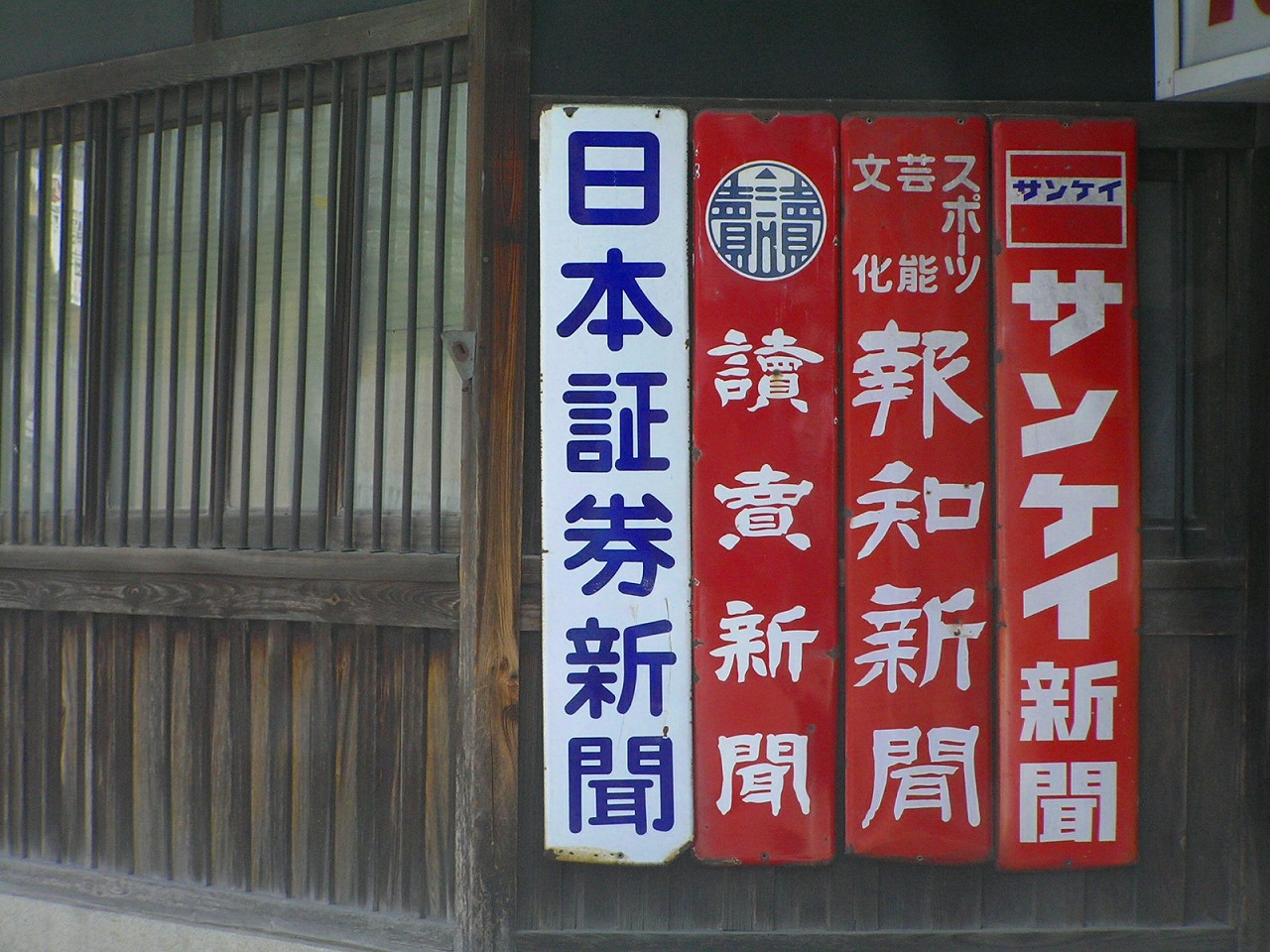
新聞販売店で掲示された旧題字の看板

## 概要
1944年(昭和19年)5月4日に東京証券取引所の前身である特殊法人日本証券取引所の機関紙「日本証券新聞」が創刊された。日本で最も歴史があり、東京証券取引所の設立以前から存在する唯一の証券専門紙。2004年5月に創刊60周年を迎えた。創業以来、ごく一部の時期を除いて「シマ」と呼ばれた日本を代表する証券街の東京都中央区日本橋兜町近隣に本社を構える。主な読者は個人投資家など一般人で、証券業界や金融商品取引業界相手の業界紙というよりも専門紙に位置付けされる。
発行部数では長らく株式新聞に次ぐ２番手だったが、2021年に株式新聞が、2025年に日経ヴェリタスが紙版を廃刊したため、紙版としては唯一の証券専門紙となった。
日刊紙だが、発行は土日・祝日を除く平日のみである（東京株式市場が開いている日のみ発行のため）。朝刊として宅配されているが、早刷り版が夕刊としてキヨスクなどで販売されている。駅売りの認知度が一般的に高いため、夕刊紙として分類されることもある。朝刊の戸別配達は読売新聞や中日新聞・東京新聞グループの販売網などを通じ、日本全国をカバー。
かつては自社で印刷所を所有していたが、現在は報知新聞社などに印刷を委託している。
「青」を基調（シンボルカラー）としたデザインで知られる。かつては「赤」を基調としていた時期もあった。
1958年に関西支社が大阪市で設立され、1959年に「日本証券新聞・関西版」として創刊された。その後は1970年に独立し証券日刊として新装刊、関西の地場証券紙から全国紙へ発展し、東京都に本社を移したが2008年9月に経営悪化により事実上廃刊になった。こちらも日本証券新聞・関西版からのつながりで読売系の専売所で宅配されていた他、スポーツ報知（報知新聞社）に印刷を委託していた。

紙面に掲載される上場企業の「月中平均株価」は、国税庁が相続税などを算定する際の評価基準に採用しているため、新聞縮刷版（月刊）を発行し全国の国税局・税務署に納入。これは上部機関財務省を窓口とした事実上の政府支援と言ってもよく、当社の経営の安定に寄与している他、2000年の破綻時にも休刊を免れる理由の一つとなった。
バックナンバーは国立国会図書館で閲覧が可能。創刊号からマイクロフィルムで保管されている。
記者クラブは兜倶楽部、財政研究会、日銀クラブに所属する。

## 日本証券新聞社
- 登記社名 - 株式会社日本證券新聞社
- 本社 - 東京都中央区日本橋人形町三丁目3-13
- 代表取締役社長 - 天野秀夫
- 主要株主 - ジャパンインベストメントアドバイザー

### 沿革
1944年（昭和19年）5月4日、日本証券取引所の機関紙として「日本証券新聞」が創刊され、1947年2月に「株式会社日本証券新聞社」として独立。その後、1949年12月から東京証券取引所と東京証券業協会（1968年6月から同協会所有株式は東証正会員協会に引き継がれた）がそれぞれ株式の50％を保有する共同出資となり、1970年（昭和45年）12月に日本経済新聞系で東証も出資している民放ラジオ局日本短波放送（NSB、現・ラジオNIKKEI）が資本参加し、しばらくNSBの子会社、またNSBを通じて日本経済新聞社の傍系企業という時代が続く。
バブル経済初期の1987年（昭和62年）、日本経済新聞社が競合紙日経金融新聞（現・日経ヴェリタス）を創刊。しかし日経金融新聞は完全にプロ向けの内容で、日本証券新聞とは棲み分けがなされた。
1990年代末には日本短波放送が経営悪化に伴って資本を引き上げたため、当社は2000年（平成12年）10月、民事再生法の適用を受け一度は経営破綻した。翌年に適用は終了したものの、株主がインデックス・ホールディングス、オックスホールディングス等二転三転した。2007年1月からドリームバイザー・ドット・コム（現・ウェルス・マネジメント）の子会社となった際、英称をThe Japan Securities JournalからNihon Securities Journalへと変更し、2007年4月に新聞本紙を「日本証券新聞」から「NSJ日本証券新聞」へ改称。また、略称もオールドファンから知られる「日証新聞」、「日証」から「NSJ」へと変更している。
2008年7月に、当時の親会社のドリームバイザー・ドット・コム（現：ウェルス・マネジメント）が持株会社化したことに伴い、同社の情報配信事業も継承した。しかし2014年3月に、「ドリームバイザー・ドット・コム」の運営は株式会社シーエムディーラボへ会社分割により承継している。
2011年（平成23年）、競合の株式市場新聞の破産・廃刊により空きとなっていた、東京・竹橋のパレスサイドビルディング（毎日新聞東京本社のビル）に入居。当社は創業以来初めて、兜町界隈を離れた。しかし翌年には退去し、中央区に戻る。以来、東証から都営地下鉄浅草線・東京メトロ日比谷線で1駅の人形町駅至近のオフィスビルを拠点とする。
2014年10月に、IR支援事業・広告代理事業・レポート事業を、新設分割により株式会社日本證券新聞リサーチに承継した。株式会社日本證券新聞リサーチは、ウェルス・マネジメントの完全子会社を経て、2015年3月にはウェルス・マネジメントが51%、あかつきフィナンシャルグループが49%の株主構成となった。
2015年9月、ジャパンインベストメントアドバイザー（JIA）が、ウェルス及びあかつきFGより当社と日本證券新聞リサーチの株式を取得し、完全子会社化した。翌2016年（平成28年）から、JIAの株主に対して本紙デジタル版の無料購読権を与える株主優待がスタートした。
インターネットを利用した情報配信では、1996年7月にインターネットによる情報サービス「兜町ネット」を開始、2002年3月に業界初の電子新聞「日本証券新聞『電子エディション』」（現在は「NSJ日本証券新聞ネット版」）を創刊。2007年5月に「NSJ日本証券新聞ニュース」のネット配信を開始、同年10月には「NSJ日本証券新聞WEB版」も正式に開始された。

### 本社移転の歴史
- 1964年5月 - 東京都中央区日本橋小網町9-5に移転
- 2003年1月 - 東京都中央区日本橋小網町15-9森友ビルに移転
- 2005年1月 - 東京都中央区日本橋小網町13-7オックスビルに移転
- 2007年2月 - 東京都中央区日本橋小網町16-6日本証券新聞社ビルに移転
- 2011年5月 - 東京都千代田区一ツ橋一丁目1-1パレスサイドビルに移転
- 2012年9月 - 東京都中央区日本橋人形町三丁目3-13フォレストビルに移転